# Abbiategrasso Foot Ball Club 1930-1931
Questa pagina raccoglie i dati riguardanti l'Abbiategrasso Foot Ball Club nelle competizioni ufficiali della stagione 1930-1931.

## Rosa
| N. |                   | Ruolo | Calciatore         |
| -- | ----------------- | ----- | ------------------ |
|    | Italia (bandiera) | D     | Gino Arioli        |
|    | Italia (bandiera) | P     | Silvio Bargiggia   |
|    | Italia (bandiera) | A     | Capelbaldini       |
|    | Italia (bandiera) | D     | Antonio Dell'Acqua |
|    | Italia (bandiera) | D     | Fausto Gorla       |
|    | Italia (bandiera) | C     | Ezio Oldani        |

| N. |                   | Ruolo | Calciatore     |
| -- | ----------------- | ----- | -------------- |
|    | Italia (bandiera) | D     | Carlo Pavesi   |
|    | Italia (bandiera) | A     | Giovanni Poggi |
|    | Italia (bandiera) | A     | Piero Rossi    |
|    | Italia (bandiera) | C     | Angelo Sedia   |
|    | Italia (bandiera) | P     | Carlo Zappa    |